# ۴۷۷ (میلادی)
۴۷۷ (میلادی) چهارصد و هفتاد و هفتمین سال تقویم میلادی است.

## رویدادها
- گایسریک، پادشاه وندال‌ها می‌میرد و پسرش هونریک جانشین او می‌شود.

## درگذشتگان
- گایسریک، پادشاه وندال‌ها و آلان‌ها (تاریخ احتمالی)
- مانجو، پادشاه باکجه

‎